# Patellapis communis
Patellapis communis är en biart som först beskrevs av Smith 1879.  Patellapis communis ingår i släktet Patellapis och familjen vägbin. Inga underarter finns listade i Catalogue of Life.